# Peter Gordon (Politiker)
Rt. Hon. John Bowie „Peter“ Gordon, QSO, PC (* 24. Juli 1921 in Stratford, Stratford District, Region Taranaki; † 17. März 1991 im Whangarei District, Region Northland) war ein neuseeländischer Politiker der New Zealand National Party, der unter anderem von 1960 bis 1978 Mitglied des Repräsentantenhauses sowie mehrmals Minister war.

## Leben
John Bowie „Peter“ Gordon war das älteste von vier Kindern des Arztehepaars Dr. William Patterson Pollock Gordon (1887–1980) und Dr. Doris Clifton Jolly Gordon (1890–1956), eine Reformerin im Bereich der Gesundheit für Frauen und der Geburtshilfe. Nach dem Besuch des St Andrew’s College in Christchurch absolvierte er ein Studium an der Lincoln University und nahm als Pilot der Royal New Zealand Air Force (RNZAF) am Zweiten Weltkrieg teil. Nach Kriegsende war er als Wirtschaftsmanager von verschiedenen Unternehmen aus den Bereich Finanzwesen, Investmentbanking, Reifenherstellung sowie der Reederei Shaw, Savill & Albion Steamship Company tätig.
Am 26. November 1960 wurde Gordon für die Nationale Partei (New Zealand National Party) als Nachfolger seines Parteifreundes James Roy erstmals Mitglied des Repräsentantenhauses (House of Representatives) und vertrat in diesem bis zum 25. November 1978 den Wahlkreis „Clutha“, woraufhin der spätere Sprecher des Repräsentantenhauses Robin Gray diesen Wahlkreis übernahm. Als Nachfolger von John McAlpine wurde er am 12. Dezember 1966 als Minister für Transport, Eisenbahnen und Zivilluftfahrt in das Kabinett Holyoake III berufen und fungierte im darauf folgenden Kabinett Holyoake IV zwischen dem 22. Dezember 1969 und dem 7. Februar 1972 als Minister für Transport und Eisenbahnen. Das Amt des Ministers für Transport und Eisenbahnen	bekleidete er vom 7. Februar bis zum 8. Dezember 1972 auch im Kabinett Marshall und war zeitgleich in Personalunion auch Minister für Marine und Fischerei. Er wurde ferner am 12. Dezember 1975 in das Kabinett Muldoon I berufen und fungierte in diesem bis zum 12. Dezember 1978 als Minister für Arbeit und staatliche Dienste. Am 15. November 1978 wurde er als Vertreter Neuseelands Mitglied des Privy Council (PC), ein politisches Beratungsgremium des britischen Monarchen. Im Rahmen der New Year Honours wurde er für seine Verdienste am 1. Januar 1990 zum Companion des Queen’s Service Order (QSO) ernannt. Aus seiner 1943 geschlossenen Ehe mit Dorothy Elizabeth Morton Gordon (1919–2007) gingen zwei Söhne und eine Tochter hervor. Nach seinem Tode wurde er auf dem Tapanui Cemetery beigesetzt.

## Hintergrundliteratur
- James Oakley Wilson: New Zealand Parliamentary Record, 1840–1984, V.R. Ward, Government Printer, Wellington 1913, 4. Auflage  1985
- Barry Gustafson: The First 50 Years. A History of the New Zealand National Party. : Reed Methuen, Auckland 1986, ISBN 0-474-00177-6.